# (8346) 1987 DW6
(8346) 1987 DW6 là một tiểu hành tinh vành đai chính. Nó được phát hiện bởi Henri Debehogne ở Đài thiên văn La Silla ở Chile ngày 26 tháng 2 năm 1987.